# 丹波黒
- 丹波黒[1]
- 丹波黒豆[2]
- 丹波黒大豆[3]
- 丹波篠山黒豆[4]

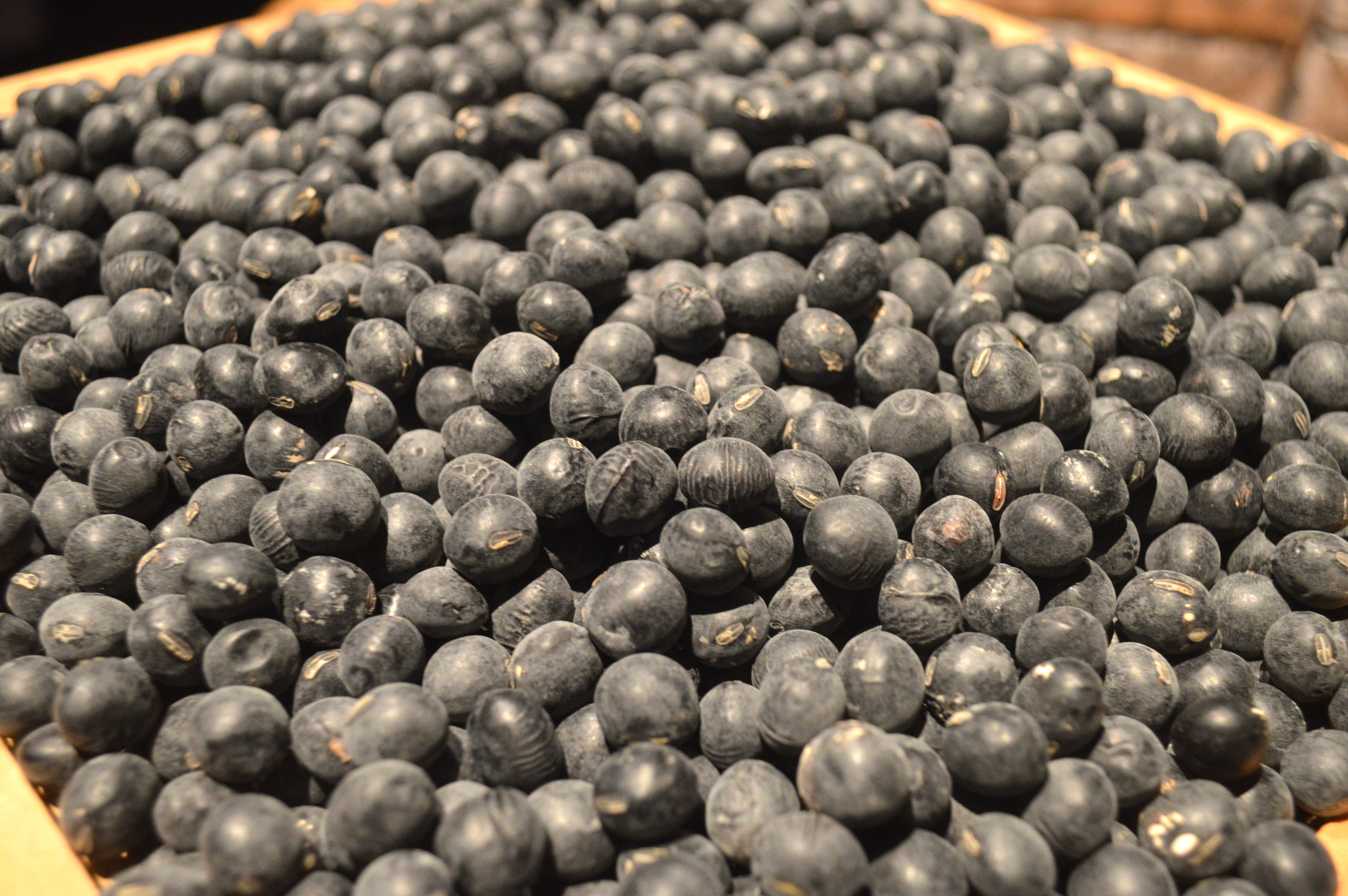
丹波黒

丹波黒（たんばぐろ）とは、丹波地域で生産される黒豆のブランド。表記ゆれとして丹波黒大豆、丹波篠山黒大豆、丹波篠山黒枝豆などがある。

## 概要

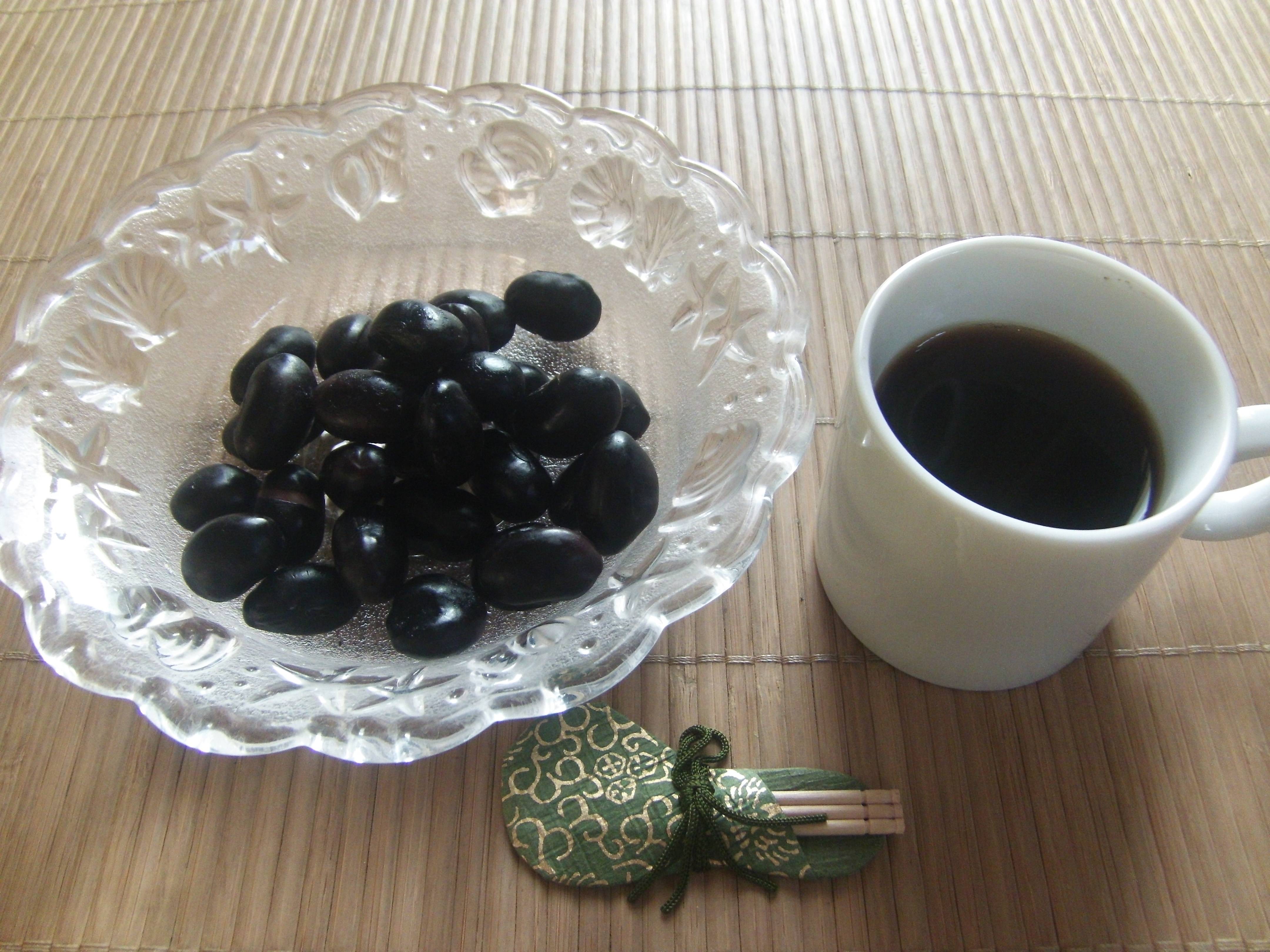
丹波黒の煮豆とコーヒー

丹波国において1700年代に編み出された犠牲田という手法を使って黒大豆の栽培が始まった。
丹波黒は在来種の総称であり、現在では兵庫県丹波黒振興協議会が丹波黒を優良3系統に統一し、品種改良などの技術や品質向上に努めている。
黒大豆の中でも一際大きく、重いのが特徴である。普通の黒大豆と比べて1.5倍の成長時間がかかり、栄養価が高い。

## 歴史

### 栽培の起源
丹波黒の歴史は、『日乗上人日記』の記述から、丹波篠山地域において黒大豆栽培は1716年（正徳6年）には始まっていたことが推測できるとされている。また、確実に丹波篠山地域において黒大豆栽培が始まっていたことが分かる記述として、1730年（享保15年）刊行の料理本『料理網目調味抄』に丹波篠山地域の黒豆についての記述が存在する。

### 品種改良
黒大豆の伝統的な在来品種のひとつである「丹波黒」は、兵庫県農事試験場が丹波篠山地域で古くから栽培されていた在来種である「波部黒」を用いた品種比較試験の結果、最も優良であったものを1941年（昭和16年）に「丹波黒」と命名した。丹波篠山地域の黒大豆は系統選抜によって優良3系統が選出され、兵庫県丹波黒振興協議会などを中心に品種改良に努めている。
現在、他府県での品種改良が研究され、それぞれの地域で新しい品種が生まれている。具体的には、「いわいくろ（北海道）」、「ヒカリグロ（青森県）」、「新丹波黒（京都府）」、「紫ずきん（枝豆品種／京都府）」、「香川黒1号（香川県）」、「クロダマル（大分県・福岡県・熊本県）」などがある。

### 全国ブランド化
1960年代以降の丹波篠山地域では圃場整備やダム建設などが行われ、農業生産基盤が大幅に改善された。1960年代には大豆の輸入自由化が起こっていたが、1970年代末には大豆の生産が奨励されるようになり、転作作物として丹波黒の生産量が増加した。

## 特徴

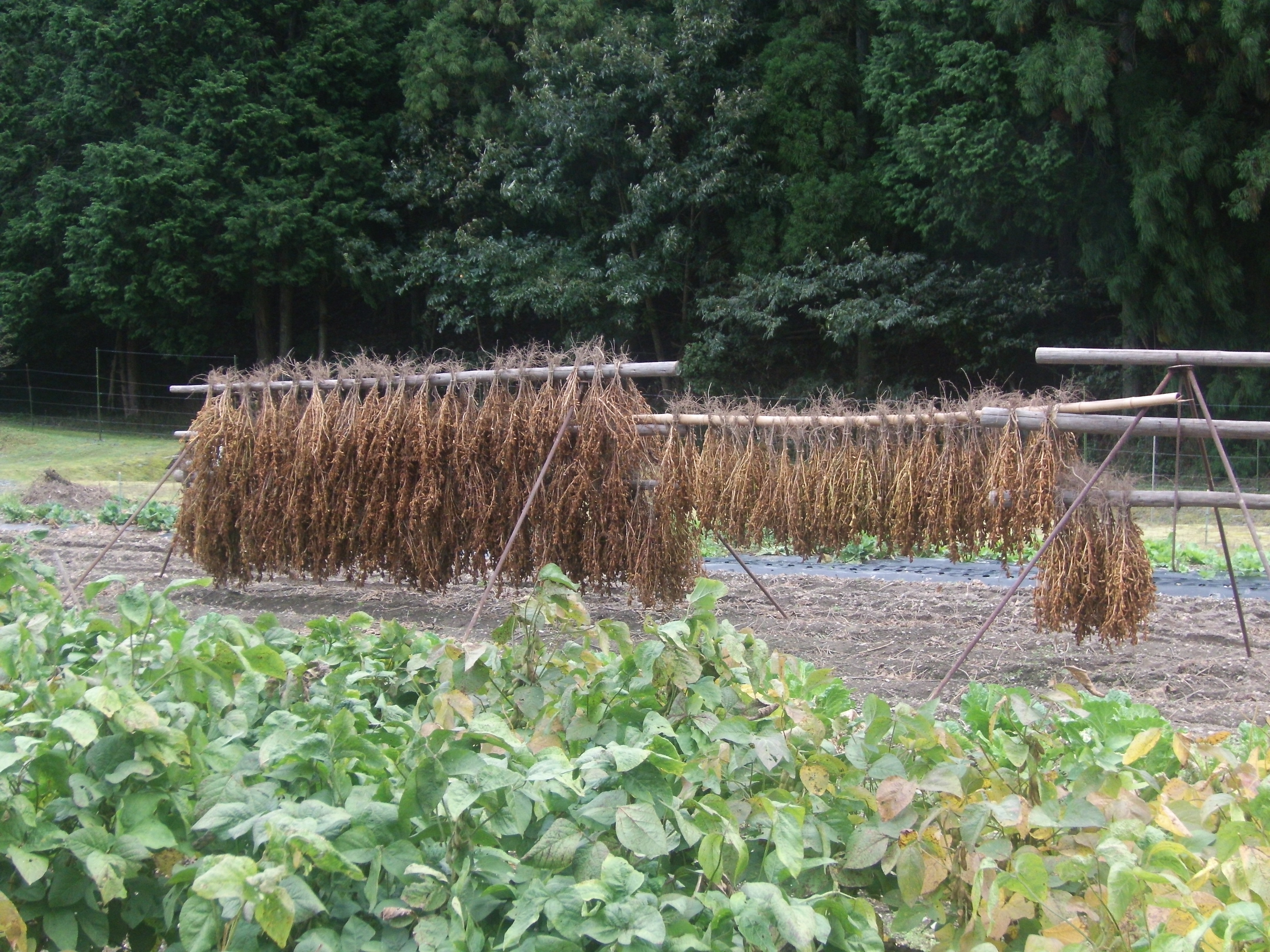
丹波黒豆の天日干し

主な生産地は兵庫県の丹波地方（丹波篠山市）付近で、昼夜の寒暖差が大きく、適度な雨量・黒豆の栽培に適した粘土質の黒土という恵まれた環境となっている。
丹波黒は、品質が高く、全国ブランドとして広く人気を集め、高く評価されており、2021年（令和3年）2月に日本農業遺産に認定されている。JA丹波ささやまは兵庫県丹波篠山市産の黒大豆を「丹波篠山黒豆」として商標登録している。
丹波黒の枝豆は10月の約2週間～3週間の間しか食べることが出来ないことから「幻の枝豆」と呼ばれている。

### 粒の大きさ

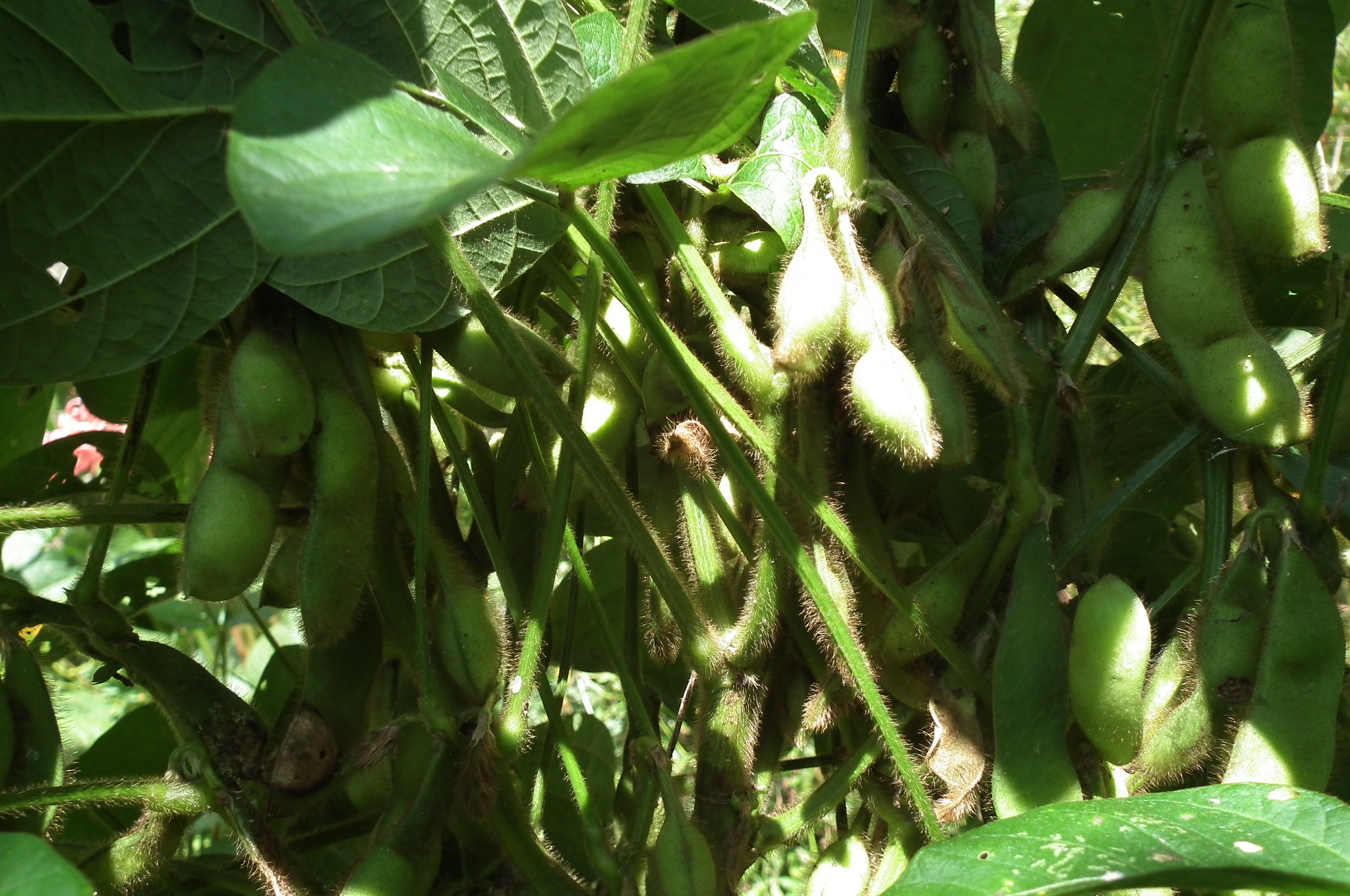
丹波黒豆のえだ

一般的な黒豆が百粒重約30グラム程度なのに比べ、丹波黒は百粒重約80グラムと豆が大きい。通常は成熟するまでが約70日間に対し、丹波黒は約1.5倍の時間をかけることで、長期間栄養が蓄積され美味しく大粒の豆ができる。このことから、世界でも類を見ない大粒の豆として知られている。

### 生産方法
一般的な黒豆は機械で収穫されるが、丹波黒は栽培から収穫、天日干しに至るまですべてを手作業で行う。多くの手と時間をかけて生産されることから、「苦労豆」とも呼ばれる。同じ作付面積でも一般的な黒豆の半分程度しか収穫できないことから、稀少価値の高い品種となっている。

### 栄養価
黒大豆特有のポリフェノール類を豊富に含み、ビタミンE含量が一般的な大豆に比べ多いことから、強い抗酸化作用が期待されている。

## 利用方法

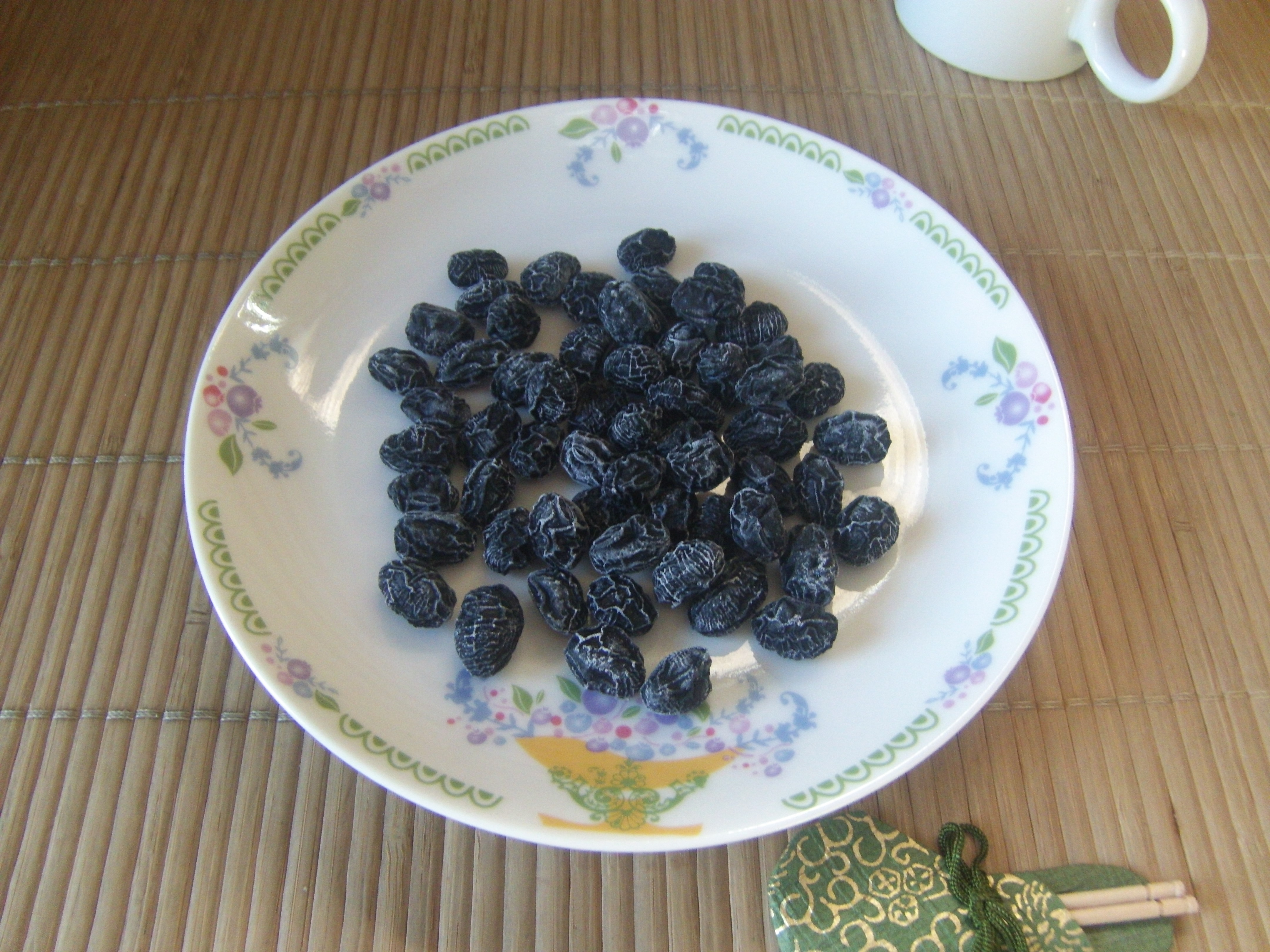
丹波黒を使った甘納豆

丹波黒は百粒重が80グラムを超えることから、御節料理の縁起物である祝い肴三種の内の煮豆に重宝されている。
また、熟成途中の丹波黒を枝豆として食べる利用法も存在する。この丹波黒の枝豆は時間が経つにつれ見た目や味が変化する。丹波篠山市はこの丹波黒の枝豆を10月の2〜3週間ほどしか食べることができないため幻の枝豆と呼ばれていると主張している。
現在の生産量は『丹波篠山の黒大豆栽培 ～ムラが支える優良種子と家族農業～ 』によると、旧篠山町農協では、1978年（昭和53年）に45トンだった「丹波黒」の集荷量が1996年（平成8年）には250トンを超え、平均精算単価も1978年（昭和53年）頃の665円/kgから、1990年（平成2年）以降は毎年2000円/kgを超えるようになっている。

## 地域団体商標「丹波篠山黒豆」
2006年（平成18年）4月1日に地域団体商標制度が導入されると、京都府のJA全農京都が「丹波黒大豆」として申請し、JA全農京都に反発した兵庫県丹波市のJA丹波ひかみも同じ「丹波黒大豆」で申請した。さらに兵庫県篠山市のJA丹波ささやまは「丹波篠山黒豆」で申請したが、特許庁は地域の範囲が曖昧であるなどとして、3者の申請をすべて却下した。
その後、JA全農京都とJA丹波ひかみは登録を断念していたが、JA丹波ささやまは2008年（平成20年）に二度目の申請を、2011年（平成23年）に三度目の申請を行い、2011年（平成23年）7月にはJA丹波ささやまによる「丹波篠山黒豆」が地域団体商標（商標登録第5428768号）に認定された。JA丹波ささやまが販売する篠山市（後の丹波篠山市）産黒豆がこの商標を用いることができる。2010年のJA丹波ささやまは約230トンの黒豆を集荷しており、これは篠山市全体の約7割を占めていた。